# Pierre Werner

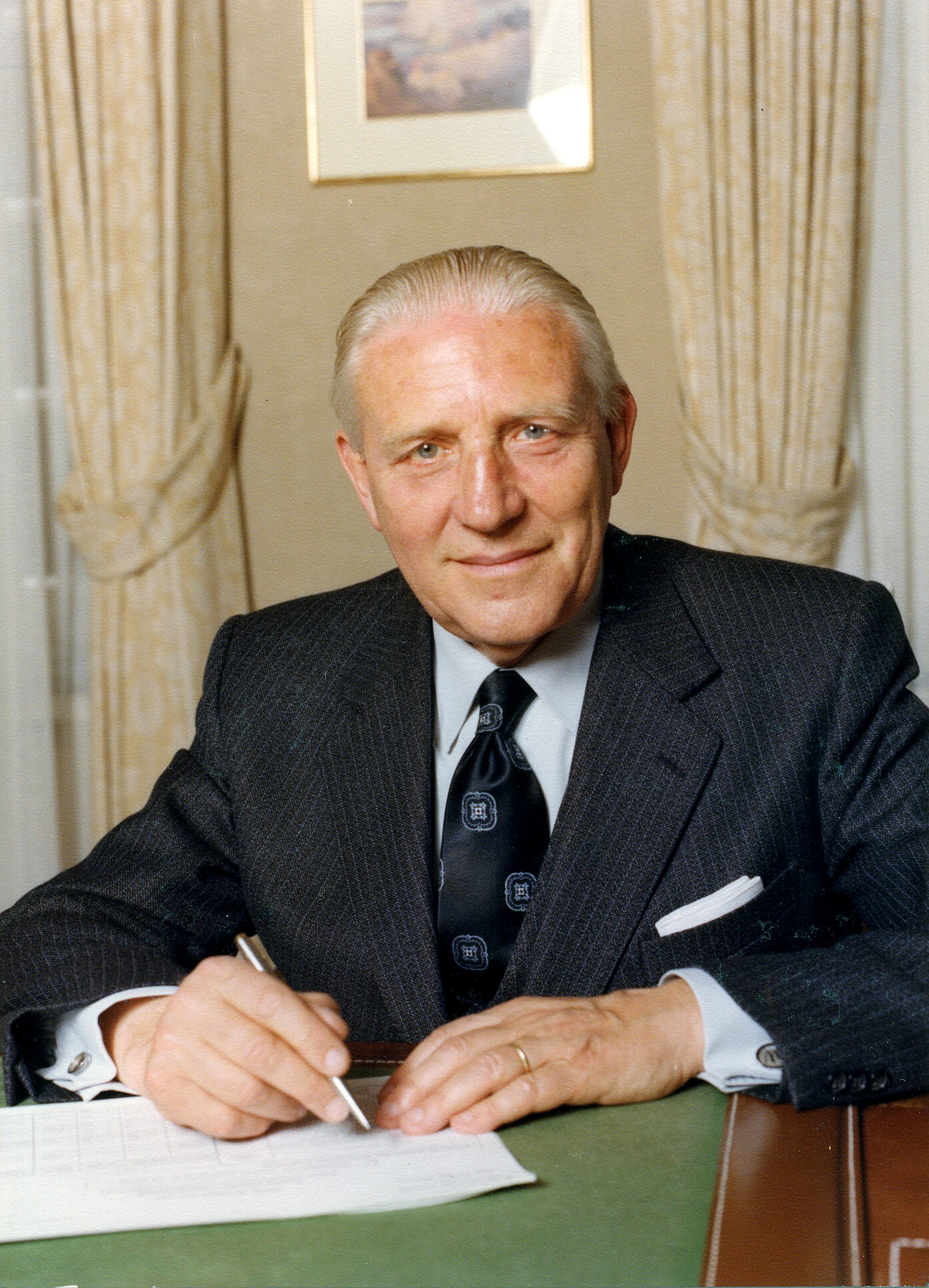
Pierre Werner

Pierre Werner (Saint-André-lez-Lille, 29 december 1913 - Luxemburg-Stad, 24 juni 2002), was een Luxemburgs politicus. Hij was lid van de Chrëschtlech Sozial Vollekspartei (Christelijk-Sociale Partij).

## Achtergrond, opleiding en vroege carrière
Pierre Werner werd geboren in Saint-André-lez-Lille, Frankrijk uit Luxemburgse ouders. Hij studeerde van 1934 tot 1937 rechten in Parijs. Nadien werkte hij voor de Banque Générale du Luxembourg. In 1945 werd hij commissaris belast met het toezicht op het bankwezen.

## Ministerschap
Pierre Werner was van 29 december 1953 tot 2 maart 1959 minister van Financiën en het Leger onder de premiers Bech en Frieden.

## Eerste premierschap
Pierre Werner werd op 2 maart 1959, na de dood van premier Pierre Frieden (CSV) president van de Regering (dit wil zeggen premier). Van 2 maart 1959 tot 5 juli 1970 was hij ook minister van Financiën en van 15 juli 1964 tot 3 januari 1967 tevens minister van Buitenlandse Zaken en Justitie. Tijdens de eerste jaren van zijn premierschap (1959-1964) leidde hij een coalitie van zijn eigen Chrëschtlech Sozial Vollekspartei (CSV) en de liberale Demokratesch Partei (DP). Daarna leidde hij (1964-1967) een coalitie van de CSV en de Lëtzebuerger Sozialistesch Aarbechterpartei (LSAP), om vervolgens weer een coalitie van de CSV en de DP te leiden (1967 -1969 en 1969 -1974).
In 1970 ontvouwde hij het zogenaamde Werner-plan voor een Europese monetaire unie. Dit Werner-plan zou later model staan voor het Delors-plan (twintig jaar later).
Tijdens het eerste premierschap van Pierre Werner trad groothertogin Charlotte van Luxemburg af ten gunste van haar oudste zoon, erfprins Jan (1964).

## Oppositie
De parlementsverkiezingen van 29 mei 1974 werden verloren door de CSV, ofschoon ze wel de grootste partij in het Luxemburgse parlement bleven. De grote winnaar was de liberale Demokratesch Partei (DP) van Gaston Thorn. Thorn vormde een kabinet met de Lëtzebuerger Sozialistesch Aarbechterpartei (LSAP) van Raymond Vouel. Het was de eerste keer sinds 1926 dat de CSV buiten de regering werd gehouden. Tijdens de kabinetten-Thorn leidde Werner de CSV-oppositie vanuit het Luxemburgse parlement.

## Tweede premierschap
De CSV won de parlementsverkiezingen van 10 juni 1979 en Pierre Werner vormde een kabinet met de DP van Thorn. Naast President van de Regering (dit wil zeggen premier) werd Werner ook minister van Cultuur. Thorn werd vicepremier, maar werd reeds in 1981 afgelost door partijgenoot mevr. Colette Flesch. Pierre Werner trad op 20 juli 1984 als premier terug en werd opgevolgd door partijgenoot Jacques Santer.

## Verdere verloop carrière
Pierre Werner was van 1985 tot 1987 lid van de Raad van Bestuur van de Compagnie Luxembourgeoise de Télédiffusion (CLT, de huidige RTL Group).
Pierre Werner overleed op 88-jarige leeftijd in Luxemburg-Stad. De begrafenis, voorafgegaan door een kerkdienst in Notre Dame van Luxemburg (Kathedraal van Luxemburg), vond op 28 juni 2002 plaats.
Pierre Werner verbleef in de jaren 30 enige tijd in Londen en was sindsdien een groot cricketfan. Werner was ere-voorzitter van de Optimists Cricket Club in Walferdange, Luxemburg. Het stadion van die club is naar hem vernoemd.
Pierre Werner sprak vier talen vloeiend: Luxemburgs, Frans, Duits en Engels.

## Verwijzingen
1. ↑  zie: Regering-Prüm
2. ↑  Pierre Werner

- Bibliothèque nationale de France: cb12435966c (data)
- Gemeinsame Normdatei: 119374145
- International Standard Name Identifier: 0000 0000 8379 503X
- Library of Congress Control Number: n94019524
- Nationale Bibliotheek van Israël: 987007314890705171
- Nationale Bibliotheek van Polen: a0000003762924
- Nederlandse Thesaurus van Auteursnamen: 107833719
- Système universitaire de documentation: 059359099
- Trove: 1507975
- Virtual International Authority File: 46853001
- WorldCat: E39PBJvCVgHvgWCTfBJ8JDfTHC

Gaspard-Théodore-Ignace de la Fontaine · Jean-Jacques Willmar · Charles-Mathias Simons · Victor de Tornaco · Emmanuel Servais · Félix de Blochausen · Édouard Thilges · Paul Eyschen · Mathias Mongenast · Hubert Loutsch · Victor Thorn · Léon Kauffman · Émile Reuter · Peter Prüm · Joseph Bech · Pierre Dupong · Joseph Bech · Pierre Frieden · Pierre Werner · Gaston Thorn · Pierre Werner · Jacques Santer · Jean-Claude Juncker · Xavier Bettel · Luc Frieden